# Беоспора багатопластинкова
Беоспора багатопластинкова (Baeospora myriadophylla) — вид базидіомікотових грибів родини маразмієвих (Marasmiaceae).

## Поширення
Вид поширений в Європі та Північній Америці. Присутній у фауні України. Росте на гнилих стовбурах дерев листяних порід.

## Опис
Шапка випукло-розпростерта, діаметром 1 — 3 см. Забарвлення шапинки синювате, рідше коричнево-вохряне. Гіменофор пластинчастий. Споровий порошок білий. Спори розміром 3,5-5 х 2,2-3 мкм. Ніжка заввишки 1 — 6 см, діаметром 0,1 — 0,2 см, сіро-синювата, з білими та фіолетовими волосками.